# Ladislao Hunyadi

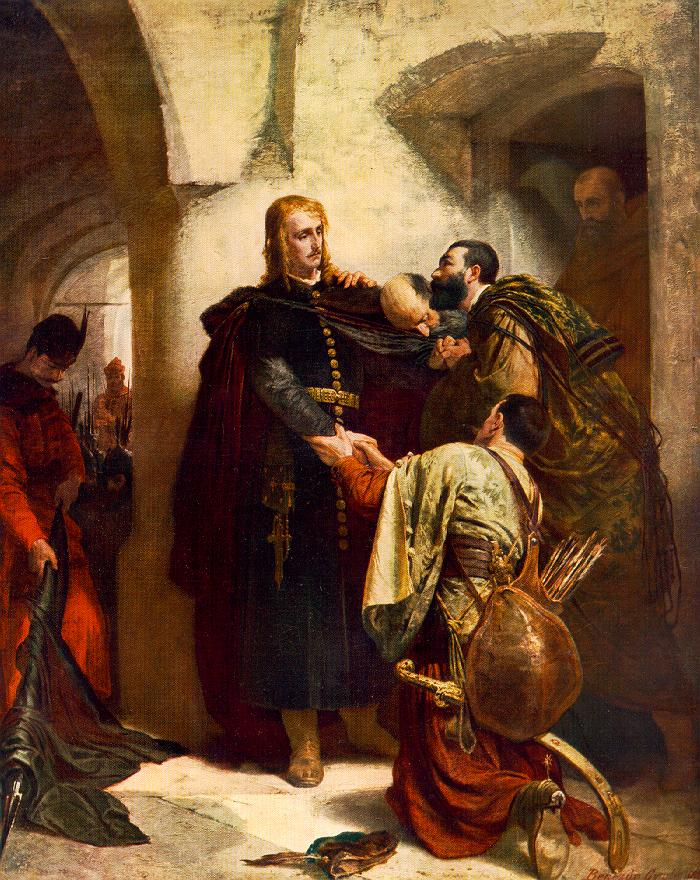
La despedida de Ladislao Hunyadi. Obra de Gyula Benczúr.

Conde Ladislao Hunyadi (en húngaro:Hunyadi László) (1433-16 de marzo de 1457) era hijo del regente Juan Hunyadi y hermano mayor del rey Matías Corvino. 

## Biografía
Ladislao Hunyadi nació en 1433, como hijo del regente húngaro Juan Hunyadi y la condesa Isabel Szilágyi. Creció en Transilvania en las propiedades de la familia de su madre, y fue instruido por el arzobispo Juan Vitéz según las concepciones humanistas florecientes de la época. Al mismo tiempo, Ladislao se familiarizó con las técnicas de guerra y combate, acompañando en muchas ocasiones a su padre en varias campañas militares. Se destacó en muchas batallas y pronto adquirió numerosas condecoraciones, convirtiéndose a partir de 1453 en conde de Bratislava, luego ban de Croacia y Eslavonia, así como ispán de Temes. Posteriormente realizó varias campañas militares en el norte del reino húngaro, volviéndose uno de los líderes más influyentes de su tiempo.
Tras la muerte de su padre Juan Hunyadi en 1456, el poder y todas sus propiedades de la Liga Hunyadi, cayeron sobre Ladislao, por lo que poseía también una enorme influencia sobre la gente común y los demás nobles del reino. Ladislao Hunyadi había sido comprometido en matrimonio con María, la hija del Nádor de Hungría Ladislao Garai, obteniendo más aprobación aún de parte de los diferentes partidos nobles del reino.
El rey Ladislao V de Hungría prometió a Ladislao Hunyadi que respetaría su poder e influencia, pero que debía renunciar a ciertas propiedades, entre ellas la ciudad de Belgrado, obtenida por el fallecido Juan Hunyadi. Ante esto, la situación se fue agravando entre la Liga Garai-Celje, que apoyaba al rey, encabezada por Ulrico II de Celje, familiar y consejero del monarca, y la Liga Hunyadi, la coalición entre las familias sujetas a los Hunyadi y a los Szilágyi, pues los segundos no querían ceder en poder.
Se descubrió que De Celje estaba planeando contra Ladislao Hunyadi, ante lo cual, el nuevo jefe de la familia Hunyadi llamó al rey y a de Celje a Belgrado para encontrarse con ellos y discutir asuntos de poder. Ladislao Hunyadi llegó a la fortaleza junto con su tío materno Miguel Szilágyi, y después de que el monarca húngaro entrara con su nuevo protector, cerraron las puertas de la ciudad dejando a sus guardias afuera. Tras una discusión verbal, Ulrico de Celje fue asesinado por Hunyadi y sus hombres en circunstancias aún desconocidas. Luego la liga Hunyadi-Szilágyi volvió a Buda escoltando al joven rey y por el camino la madre de Ladislao Hunyadi, Isabel Szilágyi, le hizo jurar al rey Ladislao V que no juzgaría o perjudicaría a Hunyadi por lo ocurrido.
Sin embargo, el rey trasgredió su juramento, y luego de rodearse de nobles que le apoyaban, llamó a Buda a Ladislao Hunyadi y a su muy pequeño hermano Matías, y los hizo encarcelar a los dos. Esto generó una enorme crisis entre los que apoyaban a la familia Hunyadi, quienes eran una gran parte de los habitantes del reino. 
El consejo real compuesto por Nicolás Újlaki, Ladislao Garai, el rey y otros decidieron entonces que el asesino debería ser ejecutado. De esta manera, el 16 de marzo de 1457, en la plaza de San Jorge en Buda, Ladislao Hunyadi fue decapitado. Posteriormente, el hermano menor de Ladislao Hunyadi, Matías, fue coronado rey de Hungría tras la muerte de Ladislao V.
En 1458, el rey Matías hizo llevar los restos de su hermano a la ciudad de Gyulafehérvár en Transilvania, donde fueron enterrados junto a la tumba de su padre el regente Juan Hunyadi.